# 康定杨
康定杨（学名：Populus kangdingensis）为杨柳科杨属的植物，是中国的特有植物。分布在中国大陆的四川等地，生长于海拔3,500米的地区，一般生长在高原河边草地，目前尚未由人工引种栽培。

## 异名
- Populus kangdingensis C. Wang et S. L. Tung var. tibetica (Schneid.) N. Chao et J. Liu
- Populus szechuanica Schneid. var. tibetica Schneid.